# Гран-при России
Гран-при России (англ. Russian Grand Prix) — этап Формулы-1, который проводился в России в посёлке Сириус на трассе «Сочи Автодром» в Олимпийском парке с 2014 года, спустя 100 лет после последнего Гран-при России, проведённого в дореволюционное время.
14 октября 2010 года был подписан контракт на проведение Гран-при по 2020 год с опционом на продление. С российской стороны контракт подписал генеральный директор ОАО "Центр передачи технологий строительного комплекса Краснодарского края „Омега“" Михаил Капирулин, а финансирование гарантировали подписи под отдельным договором руководства ОАО «Лукойл», ГК «Ростехнологии», компании «Базовый элемент» и ОАО «МегаФон». 27 февраля 2017 года контракт на проведение российского этапа чемпионата мира по автогонкам в классе машин «Формула-1» был продлён по 2025 год.
Первая гонка состоялась 12 октября 2014 года. Предполагалось, что с 2023 года этап будет проходить в Ленинградской области на трассе «Игора Драйв».

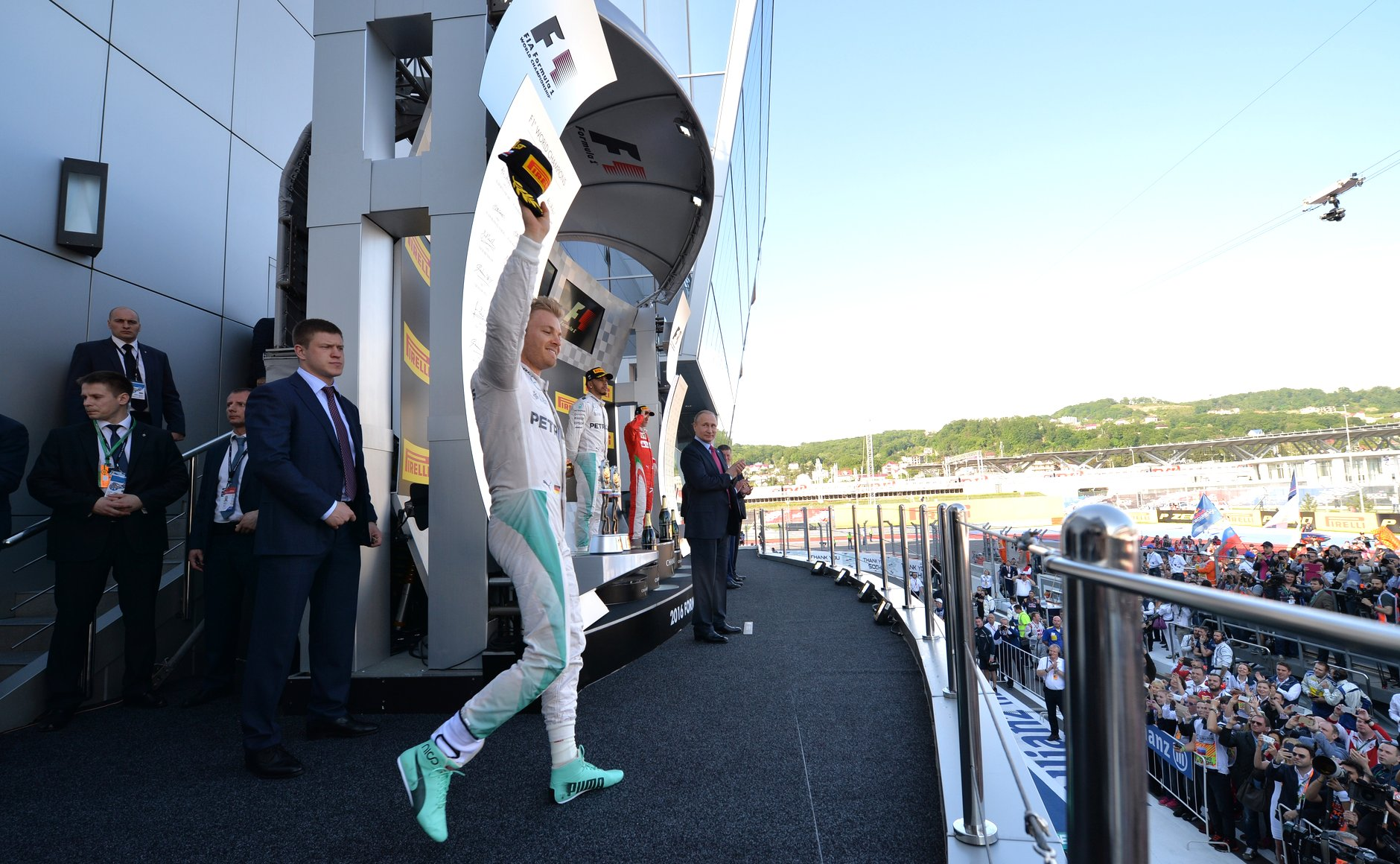
Церемония награждения победителей российского этапа в 2016 году.

## Победители

### По количеству побед
Победы, которые не входили в зачёт чемпионата мира Формулы-1, выделены розовым фоном.

#### Пилоты
| Победы | Гонщик          | Год                          |
| ------ | --------------- | ---------------------------- |
| 5      | Льюис Хэмилтон  | 2014, 2015, 2018, 2019, 2021 |
| 2      | Валттери Боттас | 2017, 2020                   |
| 1      | Нико Росберг    | 2016                         |
| 1      | Вилли Шолль     | 1914                         |
| 1      | Георгий Суворин | 1913                         |

#### Команды
| Победы | Конструктор     | Год                                                        |
| ------ | --------------- | ---------------------------------------------------------- |
| 10     | / Benz/Mercedes | 1913, 1914, 2014, 2015, 2016, 2017, 2018, 2019, 2020, 2021 |

### По годам
Розовым цветом помечены Гран-при, не входившие в чемпионат мира Формулы-1.
| Год       | Пилот           | Конструктор   | Место           | Отчёт         |
| --------- | --------------- | ------------- | --------------- | ------------- |
| 1913      | Георгий Суворин | Benz          | Санкт-Петербург | Отчёт         |
| 1914      | Вилли Шолль     | Benz          | Санкт-Петербург | Отчёт         |
| 1915—2013 | Не проводился   | Не проводился | Не проводился   | Не проводился |
| 2014      | Льюис Хэмилтон  | Mercedes      | Сочи Автодром   | Отчёт         |
| 2015      | Льюис Хэмилтон  | Mercedes      | Сочи Автодром   | Отчёт         |
| 2016      | Нико Росберг    | Mercedes      | Сочи Автодром   | Отчёт         |
| 2017      | Валттери Боттас | Mercedes      | Сочи Автодром   | Отчёт         |
| 2018      | Льюис Хэмилтон  | Mercedes      | Сочи Автодром   | Отчёт         |
| 2019      | Льюис Хэмилтон  | Mercedes      | Сочи Автодром   | Отчёт         |
| 2020      | Валттери Боттас | Mercedes      | Сочи Автодром   | Отчёт         |
| 2021      | Льюис Хэмилтон  | Mercedes      | Сочи Автодром   | Отчёт         |

## История

### Российская империя

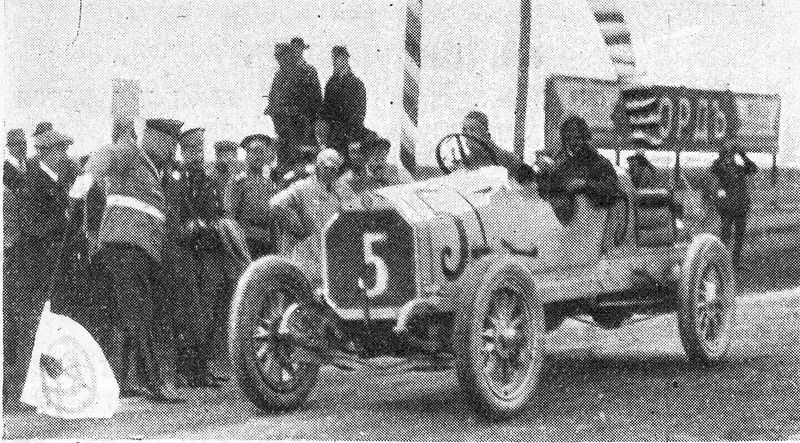
Победитель Гран-при Санкт-Петербуржского автоклуба 1913 года Георгий Суворин

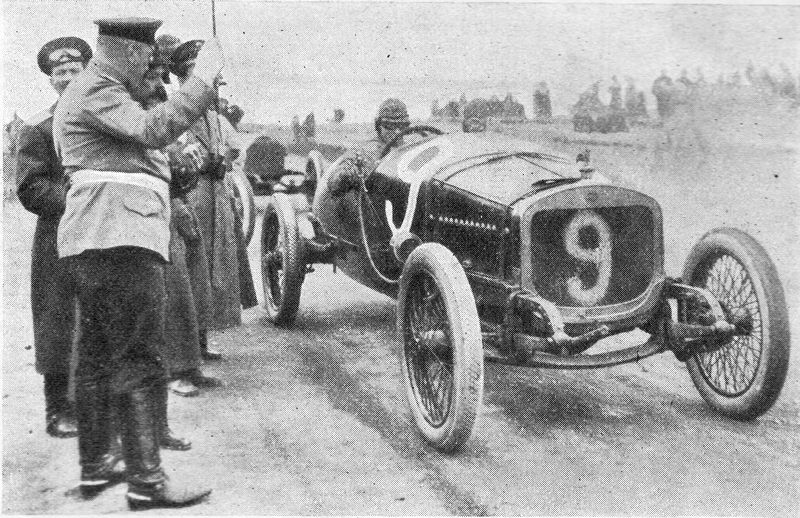
Серебряный призёр Гран-при Санкт-Петербуржского автоклуба 1913 года Иван Иванов

Первое соревнование на автомобилях в России было проведено 11 октября 1898 года под Санкт-Петербургом. Дистанция гонки составляла 39 вёрст, а победителем стал Павел Николаевич Беляев на французском трицикле «Clement» с двигателем «Де Дион-Бутон» 1,3/4 л.c., преодолев маршрут за 1 час 33 минуты 36 секунд. В этот день было холодно и дорога была скользкая. Всего в этой гонке принимало участие 7 машин (одна — вне зачёта из-за большой массы).
В Российской империи Гран-при проводился два раза, в 1913 и 1914 годах.
7 июня 1913 года в Санкт-Петербурге был проведён Гран-при Санкт-Петербургского автоклуба. Гонку выиграл Георгий Суворин на автомобиле Benz 29/60 hp, пройдя дистанцию за 2 часа 23 минуты и 54 секунды. Второе место завоевал Иван Иванов на Russo-Baltique C24/58, третье Р. Нотомб на Bergmann-Metallurgique 27/80. Гонка проходила на 30-километровом замкнутом четырёхугольнике между Красным Селом, Лигово и станцией Александрово, длина трассы 212,8 км.
31 мая 1914 года в Санкт-Петербурге прошёл второй Гран-при в дореволюционной России. Гонку выиграл Вилли Шолль на автомобиле Benz 55/150 hp, второе место завоевал Степан Овсянников на Vauxhall 30/98E, третье Бериа д’Арджентин на Aquila Italiana (ит.).

### СССР
С 1960 по 1976 годы в СССР существовала своя формульная классификация автомобилей с открытыми колёсами и проводились соревнования в разных городах Советского Союза. Общее у советской Формулы-1 с международной было лишь то, что советская придерживалась тех же объёмов двигателя, но была менее мощная и не имела команд в таком виде, как на Западе.
Проекты проведения Гран-при Формулы-1 в России (СССР) появились ещё в 1980-х годах, вместо Гран-при Венгрии 1986 года первая гонка в социалистической стране могла пройти в СССР.
В 1982 году глава Формулы-1 Берни Экклстоун приезжал в СССР для проведения переговоров о проведении Гран-при СССР, в 1983 году московский этап был включён в предварительный календарь чемпионата мира. Трассу планировалось организовать на Воробьёвых горах в Москве. Бюрократические барьеры помешали проведению Гран-при.

### Россия

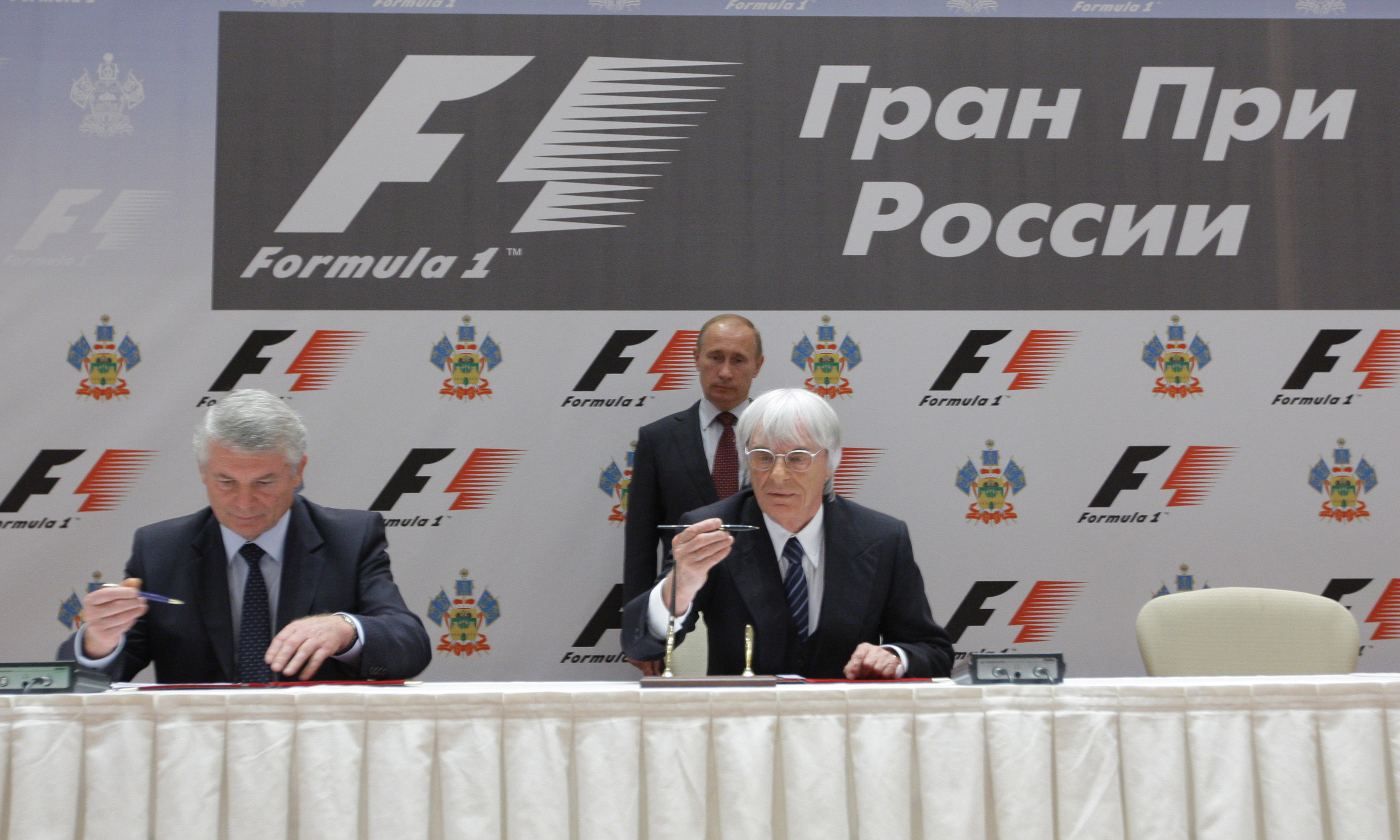
Подписание контракта о проведении Гран-при в присутствии Владимира Путина

В 2001 году президентом России Путиным был утверждён план строительства автодрома «Пулковское кольцо» вблизи аэропорта «Пулково».
В 2003 году правительством Москвы был утверждён проект строительства трассы в районе Молжаниновский (Северный округ Москвы) для проведения этапа Формулы-1.
В марте 2008 года прошли переговоры Берни Экклстоуна с губернатором Петербурга Валентиной Матвиенко о проведении Петербургского этапа.
25 февраля 2022 года в связи с вторжением России на Украину руководство Формулы-1 объявило о невозможности проведения этапа в России «в текущих обстоятельствах».
18 апреля 2022 года руководитель Формулы-1 Стефано Доменикали сообщил, что гонки чемпионата больше не будут проводить в России.

## Проекты стационарных трасс для Формулы-1
| Год  | Трасса                           | Организатор                                                     | Стоимость строительства, $ |
| ---- | -------------------------------- | --------------------------------------------------------------- | -------------------------- |
| 1987 | Тушино (Москва)                  | Dorna Management (Люксембург)                                   | 80 млн                     |
| 1993 | Балтийская корона (Калининград)  | IABC (Лихтенштейн)                                              | 130 млн                    |
| 1994 | Ярославль                        | ООО Карринг-Инвест                                              | 90 млн                     |
| 1994 | Чехов (с. Новый Быт)             | АО ЛогоВАЗ                                                      | нет данных                 |
| 1995 | Крылатское (Москва)              | АО ЛогоВАЗ                                                      | нет данных                 |
| 1998 | Тула                             | ЗАО Русское Кольцо                                              | 110 млн                    |
| 1999 | Пулково (Санкт-Петербург)        | ЗАО Пулковское кольцо                                           | 60 млн                     |
| 1999 | Подрезково-Молжаниновка (Москва) | Правительство Москвы                                            | 100 млн                    |
| 2000 | Нагатино (Москва)                | Правительство Москвы и ОАО Нагатино, TWR Group (Великобритания) | 100 млн                    |

### Moscow Raceway
В 2008 году было начато строительство гоночной трассы в Волоколамском районе Московской области. После открытия трассы Moscow Raceway стоимостью в 4,5 млрд рублей в 2012 году треку была присвоена категория 1T, что позволяло проводить на трассе тестовые заезды Формулы-1. В 2014 году FIA отменила промежуточные категории, а трасса Moscow Raceway в Подмосковье получила высшую категорию FIA — Grade 1, став второй трассой в России, соответствующей всем требованиям Гран-при России Формулы-1. Единственный недостаток трассы в том, что она короткая: её протяжённости среди мировых треков Формулы-1 уступала только городская трасса Монте-Карло; но у руководства автодрома существовал проект удлинения — топ-менеджеры Moscow Raceway активно лоббировали[где?] перенос «королевских гонок» из Сочи (где по контракту этапы Формулы-1 должны были проводиться как минимум до 2023 года) в Подмосковье. Руководство Moscow Raceway было уверено, что рано или поздно это произойдёт, так как, по их мнению, трасса рядом со столицей России привлекательна для спонсоров, а также потому, что в первые несколько лет после открытия трассы она стала местом проведения различных чемпионатов, не испытывая недостатка в интересе со стороны других гоночных серий.

### Трасса «Игора Драйв»
В 2020 году трасса «Игора Драйв» под Санкт-Петербургом также, как и Moscow Raceway, получила категорию Grade 1, то есть высшую оценку FIA. С 2023 года в планах был перенос Гран-при России из Сочи на «Игору Драйв».